# Schwesing
Schwesing (en danois: Svesing) est une commune allemande de l'arrondissement de Frise-du-Nord, Land de Schleswig-Holstein.

## Géographie
La commune comprend Schwesing, Am Pfahl, Augsburg, Engelsburg, Spingwang et Süderholz.
| Horstedt | Olderup           | Immenstedt      |
| Husum    | Schwesing         | Wester-Ohrstedt |
|          | Rantrum Mildstedt | Wittbek         |

Schwesing se trouve sur la Bundesstraße 201.

## Histoire
Schwesing est mentionné pour la première fois en 1435 sous le nom de Swesum. Schwesing a une église du XIIIe siècle sur un lieu choisi par une légende là où se sont couchés deux taureaux.
À Engelsburg, on installe le camp de Husum-Schwesing, extension du camp de concentration de Neuengamme. Les prisonniers devaient bâtir le mur de la Frise.

## Source, notes et références
- (de) Cet article est partiellement ou en totalité issu de l’article de Wikipédia en allemand intitulé « Schwesing » (voir la liste des auteurs).